# Lagoa Nova
Lagoa Nova is een gemeente in de Braziliaanse deelstaat Rio Grande do Norte. De gemeente telt 13.718 inwoners (schatting 2009).
De gemeente grenst aan Currais Novos, Bodó, Cerro Corá, São Vicente en Santana do Matos.